# 17078 Sellers
17078 Sellers este un asteroid din centura principală de asteroizi.

## Descriere
17078 Sellers este un asteroid din centura principală de asteroizi. A fost descoperit pe 24 aprilie 1999 la Reedy Creek de John Broughton. El prezintă o orbită caracterizată de o semiaxă mare de 2,99 ua, o excentricitate de 0,12 și o înclinație de 13,6° în raport cu ecliptica.